# Pensionnat autochtone de Pointe-Bleue
Le pensionnat autochtone de Pointe-Bleue est un pensionnat canadien pour Autochtones situé à Mashteuiatsh, au nord de Roberval, au Québec. 
À l'origine, il peut accueillir l’origine jusqu’à 200 enfants, principalement des Innus, Attikameks, Algonquins et Cris.
Il ouvre ses portes en 1960 sous administration catholique. Le gouvernement fédéral reprend l'administration de l'école en 1969, qu'il exploite pendant encore dix ans. En 1979, l'école est fermée et la résidence transférée au Conseil des Montagnais du Lac Saint-Jean. En 1980 le pensionnat ferme, mais des élèves résident toujours dans les dortoirs. Le bâtiment est utilisé à partir de 1987 comme école secondaire.

## Histoire
Au printemps 1959, le premier coup de pelle est donné à la construction d'un pensionnat à Pointe-Bleue. À son ouverture en 1960 ce sont les Oblats missionnaires de Marie-Immaculée qui gèrent l’école. L’établissement de Pointe-Bleue est le dernier pensionnat à ouvrir au Québec. Il sera aussi le dernier à fermer, en 1991. On justifie à l’époque sa construction par le fait que l’établissement d’Amos déborde.
Les religieux accueillent des enfants de Pointe-Bleue, mais aussi de Wemotaci et de Manawan. Pour l'année scolaire 1960-1961, ils sont 192, dont 99 filles, en résidence à Pointe-Bleue. L'année suivante, ils sont 319, issus de plusieurs réserves différentes.
À la fin des années 1980, le pensionnat ferme ses portes et le Conseil de bande des Montagnais du Lac Saint-Jean prend en main l'éducation.
Au milieu des années 1990, le secteur de l'ancien pensionnat est totalement rénové. La résidence accueille l'école secondaire Kassinu Mamu qui signifie « tous ensemble » en langue innue. Le secteur regroupe également l'école primaire Amishk, le centre sportif, la bibliothèque et divers services du Conseil de bande reliés entre eux par des couloirs intérieurs.

## Témoignages
Plusieurs témoignages font état de mauvais traitements et d'agressions sexuelles,,,,.
Un monument commémoratif a été réalisé par cinq artistes autochtones et installé devant l'ancien pensionnat reconverti.

### Filmographie
- [vidéo] « Centenaire de Pointe-Bleue », 1956, 21 min, Collection numérique des Pekuakamiulnuatsh (consulté le 13 juillet 2021)